# Eugerdella hessleri
Eugerdella hessleri är en kräftdjursart som beskrevs av Just 1980. Eugerdella hessleri ingår i släktet Eugerdella och familjen Desmosomatidae. Inga underarter finns listade i Catalogue of Life.